# RO4491533
Il RO-4491533 è un farmaco sviluppato dalla casa farmaceutica Hoffmann-La Roche che agisce come modulatore allosterico negativo potente e selettivo per il gruppo II dei recettori metabotropici del glutammato. Testato sugli animali, RO-4491533 ha prodotto effetti antidepressivi e ha invertito gli effetti dell'agonista mGluR 2/3 LY-379,268 con efficacia simile ma potenza leggermente inferiore rispetto all'antagonista mGluR 2/3LY-341.495. Sono noti numerosi composti correlati, con effetti simili in vitro e una relazione struttura-attività ben caratterizzata.